# Coca-Cola Amatil
Coca-Cola Amatil était un embouteilleur australien pour  The Coca-Cola Company qui opère dans plusieurs pays d'Asie-Pacifique comme la Nouvelle-Zélande, l'Indonésie, la Nouvelle-Guinée, les Fidji et les Samoa. C'est le cinquième plus grand embouteilleur de Coca-Cola au monde. En 2021, à la suite de la fusion entre Coca-Cola European Partners et Amatil, Amatil a été absorbé et l'embouteilleur est devenu Coca-Cola Europacific Partners.
La Coca-Cola Company détenait 30.8 %  de l'entreprise. 

## Historique
En 1904, la société British Tobacco est fondée en Australie pour vendre du tabac. 
En 1964, la British Tobacco achète l'embouteilleur Coca-Cola Bottlers de Perth et l'entreprise est listée au Australian Stock Exchange à partir de 1972. Afin de coler à ses activités plus axées sur les boissons et la nourriture, en 1973, l'entreprise se rebaptise " Allied Manufacturing and Trade Industries Limited (AMATIL) ".
En 1982, l'entreprise achète une usine d'embouteillage en Australie, puis en 1987, s'installe aux Fidji et en Nouvelle-Zélande.
Le 21 avril 1989, la Coca-Cola Company achète 41 % de l'entreprise australienne et embouteilleur Amatil pour 328 millions d'USD,. Peu après, la société vend sa division tabac, WD & HO Wills à British American Tobacco
La division nourriture snack est vendue en 1992. La même année, Coca-Cola Company et Coca-Cola Amatil forme une coentreprise en Indonésie nommée  Coca-Cola Bottling Indonesia.
Le 12 juin 1997, Coca-Cola Amatil détenu à 40 % par Coca-Cola achète Coca-Cola Bottlers Philippines, détenue à 70% par San Miguel Corporation et à 30 % par Coca-Cola. À la suite de cette acquisition, San Miguel détient 25 % d'Amatil et Coca-Cola descend à 33 %. La transaction, un échange d'action est estimée à 27, milliards d'USD.
Le 6 février 1998, Coca-Cola Amatil détenu à 33 % par Coca-Cola scinde ses activités asiatiques et européennes. La division européenne est nommée Coca-Cola Beverages et regroupe les activités en Autriche, en Suisse, dans tous les anciens pays d'Europe de l'Est et de l'Union soviétique. La participation de San Miguel dans Amatil chute en conséquence à 22 % et elle revend ses parts de l'entité européenne. L'entreprise Coca-Cola Beverages achète pour 979 millions d'USD les 50 % détenues par Coca-Cola en Italie. Amatil achète pour 460 millions d'USD l'activité coréenne de Coca-Cola.
En août 2000, la Hellenic Bottling Company S.A achète les activités européennes de Coca-Cola Amatil, division nommée Coca-Cola Beverages Ltd et se rebaptisent Coca-Cola Hellenic Bottling Company S.A..
Le 6 février 2001, San Miguel Corporation rachète 65 % de Coca-Cola Philippines à Amatil pour 2,25 milliards d'USD.
Entre 2006 et 2011, Coca-Cola Amatil a formé une coentreprise nommée avec Pacific Beverages avec SABMiller pour distribuer des boissons en Australie. À la suite de l'achat du Foster's Group par SABMiller, Foster vend en 2012 ses activités Coca-Cola des Fidji et de Samoa à Coca-Cola Amatil
.
En 2015, Amatil achète 30 % de Coca-Cola Bottling Indonesia pour 500 millions d'USD.
Le 22 février 2017, Coca-Cola Amatil annonce la fermeture de son usine de Thebarton à Port Road près d'Adélaïde  pour 2019 en raison de l'impossibilité de l'agrandir au profit du site de Richlands dans le Queensland.
Le 26 octobre 2020, Coca-Cola European Partners annonce lancer une offre d'acquisition sur Coca-Cola Amatil pour l'équivalent de 6,6 milliards d"USD. En avril 2021, l'entreprise annonce son renommage en Coca-Cola Europacific Partners après la finalisation de l'acquisition de Coca-Cola Amatil prévue en mai 2021.